# Едді Клемп
Едді Клемп (англ. Eddie Clamp, 14 вересня 1934, Коулвілл — 10 листопада 1995, Вулвергемптон) — англійський футболіст, що грав на позиції правого півзахисника.
Виступав, зокрема, за «Вулвергемптон Вондерерз», з яким по три рази вигравав чемпіонат та Суперкубок Англії, та ще одного разу став володарем Кубка Англії, а також національну збірну Англії, у складі якої був учасником чемпіонату світу 1958 року.

## Клубна кар'єра
Клемп приєднався до молодіжного складу «Вулвергемптон Вондерерз» у 1950 році. У квітні 1952 року був переведений в основну команду. 6 березня 1954 року дебютував у матчі проти «Манчестер Юнайтед» (0:1) на «Олд Траффорд». У тому сезоні він ще раз з'явився на полі, а «вовки» вперше стали чемпіонами Англії. Щоправда Едді не отримав золоту медаль, оскільки зіграв недостатню кількість матчів. Пізніше він став невід'ємною частиною команди, і допоміг клубу вже як основний гравець ще двічі виграти національний чемпіонат (1957/58 і 1958/59), а також виграти Кубок Англії 1960 року.
Він провів понад 241 матч за «Вулвергемптон» та забив 25 голів, перш ніж у листопаді 1961 року підписав контракт на 34 тис. фунтів з лондонським «Арсеналом». 18 листопада дебютував за команду в матчі проти «Ноттінгем Форест». У столичному клубі Клемп пробув тільки 10 місяців через те що мав жорсткий стиль боротьби, що не сподобалося колишньому одноклубнику, а тепер головному тренеру «Арсеналу», Біллі Райту. В результаті у вересні 1962 року за 35 тис. фунтів він був проданий в «Сток Сіті».
У сезоні 1962/63 допоміг «Стоку», який очолював Стенлі Метьюз, виграти Другий дивізіон. У наступному сезоні Клемп допоміг клубу дійти до фіналу Кубка Ліги.
Завершив професіональну ігрову кар'єру у команді «Пітерборо Юнайтед», за яку виступав протягом сезону 1964/65 років у Третьому дивізіоні, після чого став гравцем аматорського клубу «Вустер Сіті». У 1969 році пішов з футболу і став керувати бізнесом у Венсфілді.

## Виступи за збірну
18 травня 1958 року дебютував в офіційних іграх у складі національної збірної Англії в товариському матчі з СРСР (1:1).
Влітку того ж року як основний гравець поїхав на чемпіонат світу 1958 року у Швеції, де зіграв в всіх трьох матчах групового етапу, але англійці не вийшли з групи. Після чемпіонату за збірну більше не грав, програвши конкуренцію Ронні Клейтону.

## Статистика виступів

### Клубна статистика
| Клуб                      | Сезон   | Ліга            | Ліга  | Ліга | Кубок Англії | Кубок Англії | Кубок Ліги | Кубок Ліги | Інше  | Інше | Всього | Всього |
| Клуб                      | Сезон   | Дивізіон        | Матчі | Голи | Матчі        | Голи         | Матчі      | Голи       | Матчі | Голи | Матчі  | Голи   |
| ------------------------- | ------- | --------------- | ----- | ---- | ------------ | ------------ | ---------- | ---------- | ----- | ---- | ------ | ------ |
| «Вулвергемптон Вондерерз» | 1953/54 | Перший дивізіон | 2     | 0    | 0            | 0            | –          | –          | –     | –    | 2      | 0      |
| «Вулвергемптон Вондерерз» | 1954/55 | Перший дивізіон | 10    | 0    | 0            | 0            | –          | –          | 1     | 0    | 11     | 0      |
| «Вулвергемптон Вондерерз» | 1955/56 | Перший дивізіон | 27    | 1    | 1            | 0            | –          | –          | –     | –    | 28     | 1      |
| «Вулвергемптон Вондерерз» | 1956/57 | Перший дивізіон | 13    | 1    | 0            | 0            | –          | –          | –     | –    | 13     | 1      |
| «Вулвергемптон Вондерерз» | 1957/58 | Перший дивізіон | 41    | 10   | 4            | 0            | –          | –          | –     | –    | 45     | 10     |
| «Вулвергемптон Вондерерз» | 1958/59 | Перший дивізіон | 26    | 3    | 0            | 0            | –          | –          | 2     | 0    | 28     | 3      |
| «Вулвергемптон Вондерерз» | 1959/60 | Перший дивізіон | 38    | 8    | 7            | 2            | –          | –          | 6     | 0    | 51     | 10     |
| «Вулвергемптон Вондерерз» | 1960/61 | Перший дивізіон | 40    | 0    | 2            | 0            | 0          | 0          | 4     | 0    | 46     | 0      |
| «Вулвергемптон Вондерерз» | 1961/62 | Перший дивізіон | 17    | 0    | 0            | 0            | 0          | 0          | 0     | 0    | 17     | 0      |
| «Вулвергемптон Вондерерз» | Всього  | Всього          | 214   | 23   | 14           | 2            | 0          | 0          | 13    | 0    | 241    | 25     |
| «Арсенал»                 | 1961/62 | Перший дивізіон | 18    | 0    | 2            | 0            | 0          | 0          | –     | –    | 20     | 0      |
| «Арсенал»                 | 1962/63 | Перший дивізіон | 4     | 1    | 0            | 0            | 0          | 0          | –     | –    | 4      | 1      |
| «Арсенал»                 | Всього  | Всього          | 22    | 1    | 2            | 0            | 0          | 0          | 0     | 0    | 24     | 1      |
| «Сток Сіті»               | 1962/63 | Другий дивізіон | 32    | 0    | 1            | 0            | 1          | 0          | –     | –    | 34     | 0      |
| «Сток Сіті»               | 1963/64 | Перший дивізіон | 18    | 2    | 4            | 0            | 6          | 0          | –     | –    | 28     | 2      |
| «Сток Сіті»               | Всього  | Всього          | 50    | 2    | 5            | 0            | 7          | 0          | 0     | 0    | 62     | 2      |
| «Пітерборо Юнайтед»       | 1964/65 | Третій дивізіон | 8     | 0    | 0            | 0            | 0          | 0          | –     | –    | 8      | 0      |
| Загалом                   | Загалом | Загалом         | 294   | 26   | 21           | 2            | 7          | 0          | 13    | 0    | 335    | 28     |

### Статистика виступів за збірну
| Дата      | Місто    | Господарі | Результат | Гості   | Турнір             | Голи | Примітки |
| --------- | -------- | --------- | --------- | ------- | ------------------ | ---- | -------- |
| 18-8-1958 | Москва   | СРСР      | 1 – 1     | Англія  | товариський матч   | -    |          |
| 8-6-1958  | Гетеборг | СРСР      | 2 – 2     | Англія  | ЧС 1958 - 1-й етап | -    |          |
| 11-6-1958 | Гетеборг | Бразилія  | 0 – 0     | Англія  | ЧС 1958 - 1-й етап | -    |          |
| 15-6-1958 | Бурос    | Англія    | 2 – 2     | Австрія | ЧС 1958 - 1-й етап | -    |          |
| Усього    |          | Матчів    | 4         |         | Голів              | 0    |          |

## Титули і досягнення
- Чемпіон Англії (3):

«Вулвергемптон»: 1953–54, 1957–58, 1958–59
- Володар Суперкубка Англії з футболу (3):

«Вулвергемптон»: 1954, 1959, 1960
- Володар Кубка Англії (1):

«Вулвергемптон»: 1959–60

## Особисте життя
Помер 10 листопада 1995 року на 62-му році життя у місті Вулвергемптон.
Його мати, Сара, була прачкою у «Вулвергемптон Вондерерз» протягом 30 років, починаючи з 50-х років, перш ніж вийшла на пенсію в 1980-х. Вона пережила свого сина на 11 років і померла в листопаді 2006 року у віці 94 років.